# جاده‌ای به‌سوی سیرک
جاده‌ای به‌سوی سیرک (ارمنی: Ճանապարհ դեպի կրկես; روسی: Путь на арену) یک فیلم کمدی به کارگردانی هنریک مالیان و لوون ایساهاکیان است که در سال ۱۹۶۳ منتشر شد.

## بازیگران
از بازیگران آن می‌توان به لئونید ینگیباریان، واردوهی واردرسیان و کارپ خاچوانیان اشاره کرد.